# The 2nd Law

Coperta albumului The 2nd Law

The 2nd Law este al șaselea album al formației de rock alternativ Muse. A apărut oficial pe 2 octombrie 2012. Trioul s-a format în 1994 în Anglia și este compus din Matthew Bellamy, alias Matt (voce, chitară, pian și clape), Christopher Wolstenholme / Chris (chitară bas, clape și fundal voce) și Dominic Howard, zis și Dom (baterie și percuție).

## Semnificații
Albumul se numește "The 2nd Law" cu referire la principiul al doilea al termodinamicii.

## Ediții ale albumului
Albumul este disponibil în ediția de CD, CD+DVD, MP3, descărcare high-definition, vinyl și set Deluxe. În funcție de ediția aleasă, se poate achiziționa pachetul Deluxe care conține permisiunea de descărcare a fișierelor HD, CD-ul și DVD-ul, plus making of, două vinyluri și ilusrații exclusive într-o cutie termosensibilă.

## Înregistrare
Albumul a fost înregistrat în studiourile EastWest Records, Shangri-La Records, Capitol Studios și AIR Studios în perioada octombrie 2011 - august 2012. Genurile muzicale ce se regăsesc în melodiile de pe album sunt rock alternativ, rock progresiv, rock electronic și simfonic.

## Influențe
Într-un interviu acordat pentru publicația NME, Matt Bellamy a spus că melodiile conțin elemente de muzică electronică."Madness" are influențe din melodia "I Want to Break Free" a trupei Queen și din albumul Scary Monsters (and Super Creeps) a lui David Bowie. Solistul Matt Bellamy a afirmat că Skrillex l-a influențat mult când a scris "Unsustainable". La începutul melodiei "Follow Me" se pot auzi bătăile inimii fiului lui Matt când încă nici nu se născuse. Pentru realizarea ei, trupa a colaborat cu o altă trupă din Marea Britanie, Nero. "Panic Station" are influențe de funk rock și din discografia lui Michael Jackson. Și basistul a scris pentru acest al șaselea album. Cele două melodii compuse de el sunt "Liquid State" și "Save me" și vorbesc despre încercările sale de a învinge dependența de alcool.

## Turneu
Pentru promovarea albumului, trupa susține un turneu de promovare numit "The 2nd Law World Tour". Turneul a început pe 7 iunie 2012 și se va termina pe 11 octombrie 2013. Spectacolul de pe scenă este unul extravagant, iar ca decor sunt folosite ecrane LED dispuse sub forma unei piramide mari. În cadrul turneului, trupa cântă atât melodii de pe albumul "The 2nd Law", cât și de pe materialele lansate anterior: "Showbiz", "Origin of Symmetry", "Absolution", "Black Holes and Revelations" și "The Resistance".

## Lista de melodii
1. "Supremacy"
2. "Madness"
3. "Panic Station"
4. "Prelude"
5. "Survival"
6. "Follow Me"
7. "Animals"
8. "Explorers"
9. "Big Freeze"
10. "Save Me"
11. "Liquid State"
12. "The 2nd Law: Unsustainable"
13. "The 2nd Law: Isolated System"